# رباط إكليلي
يشير الرباط الإكليلي للكبد إلى أجزاء من الانعكاسات الصفاقية والتي تمسك الكبد بالسطح السفلي للحجاب الحاجز.
يتكون الرباط الإكليلي من طبقة علوية (أمامية) وسفلية (خلفية). تتكون الطبقة العلوية من انعكاس الصفاق من الحافة العلوية للباحة العارية للكبد إلى السطح السفلي للحجاب الحاجز، وتتواصل مع الطبقة اليمنى من الرباط المنجلي. تنعكس الطبقة السفلية للرباط الإكليلي من الحافة السفلية للمنطقة الكبدية العارية إلى الكلية اليمنى والغدة الكظرية، ويطلق عليها الرباط الكبدي الكلوي.
يرتبط السطح الحجابي (المُحدب) للكبد (العلوي والأمامي والخلفي قليلاً) بالسطح السفلي المقعّر للحجاب الحاجز عن طريق انعكاسات الصفاق. الرباط الإكليلي هو الأكبر من بين الأربطة الكبدية. السطح الحجابي للكبد الذي يكون على اتصال مباشر مع الحجاب الحاجز (خلف الانعكاسات الصفاقية) ليس له غطاء صفاقي، ويطلق عليه اسم المنطقة العارية للكبد. تتكون الطبقة الأمامية للرباط الإكليلي من انعكاس الصفاق من الحافة العلوية للمنطقة العارية للكبد إلى السطح السفلي للحجاب الحاجز. في حين تنعكس الطبقة الخلفية للرباط الإكليلي من الحافة السفلية للمنطقة العارية وتتواصل مع الطبقة اليمنى من الثرب الأصغر.
تتلاقى الطبقتين الأمامية والخلفية على الجانبين الأيمن والأيسر من الكبد لتشكيل الرباط المثلثي الأيمن والرباط المثلثي الأيسر، على التوالي. بين جانبي الطبقة الأمامية، انعكاس الصفاق له اتصال استمراري أدنى يسمى الرباط المنجلي. يحتوي الرباط المنجلي في أسفله على الرباط المدور للكبد.

## صور إضافية

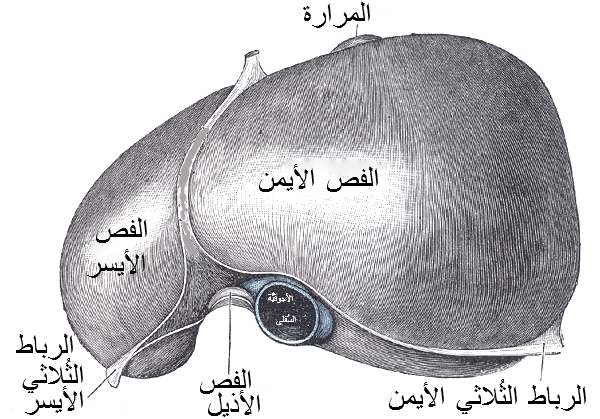
السطح العلوي للكبد.

## روابط خارجية
- درسٌ تشريحي حول liver مُعدٌ بواسطة ويسلي نورمان (جامعة جورجتاون). (liveranterior, liversuperior)